# ベンチェー市
ベンチェー市（ベトナム語：Thành phố Bến Tre / 城庯𤅶椥?  発音）はベンチェー省の省都。人口 116,000 人（2010年）、面積 67 平方キロメートル。ホーチミン市からラックミエウ橋を通り、南東85kmの距離にある。

## 行政区画
以下の8坊6社から構成される。
- 第4坊（Phường 4）
- 第5坊（Phường 5）
- 第6坊（Phường 6）
- 第7坊（Phường 7）
- 第8坊（Phường 8）
- アンホイ坊（An Hội / 安會）
- フークオン坊（Phú Khương / 富康）
- フータン坊（Phú Tân / 富新）
- ビンフー社（Bình Phú / 平富）
- ミータインアン社（Mỹ Thạnh An / 美盛安）
- ニョンタイン社（Nhơn Thạnh / 仁盛）
- フーフン社（Phú Hưng / 富興）
- フーニュアン社（Phú Nhuận / 富潤）
- ソンドン社（Sơn Đông / 山東）